# Pellegriniodendron
Pellegriniodendron là một chi thực vật có hoa trong họ Đậu.